# Brindabella Airlines
Brindabella Airlines Pty Ltd, яка діє як Brindabella Airlines, — австралійська регіональна авіакомпанія зі штаб-квартирою у місті Канберра, що працює в сфері комерційних перевезень на авіалініях невеликої протяжності. Входить в групу Qantas Group.
Портом приписки авіакомпанії і її головним транзитним вузлом (хабом) є міжнародний аеропорт Канберри.

## Історія
Brindabella Airlines була утворена в 1994 році і почала операційну діяльність з виконання корпоративних чартерних замовлень і надання послуг з технічного обслуговування повітряних суден бізнес-авіації. У 2000 році авіакомпанія відкрита власний тренувальний центр підготовки пілотів, а в квітні 2003 року отримала дозвіл на регулярні пасажирські перевезення за регіональним маршрутами. Центр підготовки був закритий у середині 2010 року. Раніше авіакомпанія належала приватним інвесторам Джеффрі Бойду і Ларі Коррі-Бойд, в даний час знаходиться під управлінням Aeropelican Air Services. Штат перевізника нараховує більше 80 співробітників.
У грудні 2005 року Brindabella Airlines отримала премію за найкращий, на думку компанії «Rhodium ACT», туристичний сервіс серед усіх авіакомпаній Австралії. У серпні наступного року авіакомпанія була удостоєна двох премій — «ACT Telstra Business Awards 2006» (краща компанія країни у категорії компаній з числом співробітників від 20 до 50 осіб) і «AMP Innovation Award» за впровадження інноваційних методів ведення бізнесу.
У грудні 2007 року Brindabella Airlines уклала договір на поставку двох літаків BAe Jetstream 41, перший з яких ввела в експлуатацію 5 травня наступного року. В даний час обидва лайнери використовуються головним чином на маршрутах Брисбен-Тамуорт і Канберра-Ньюкасл.
У 2011 році авіакомпанія Aeropelican Air Services придбала контрольний пакет акцій Brindabella Airlines.

## Маршрутна мережа

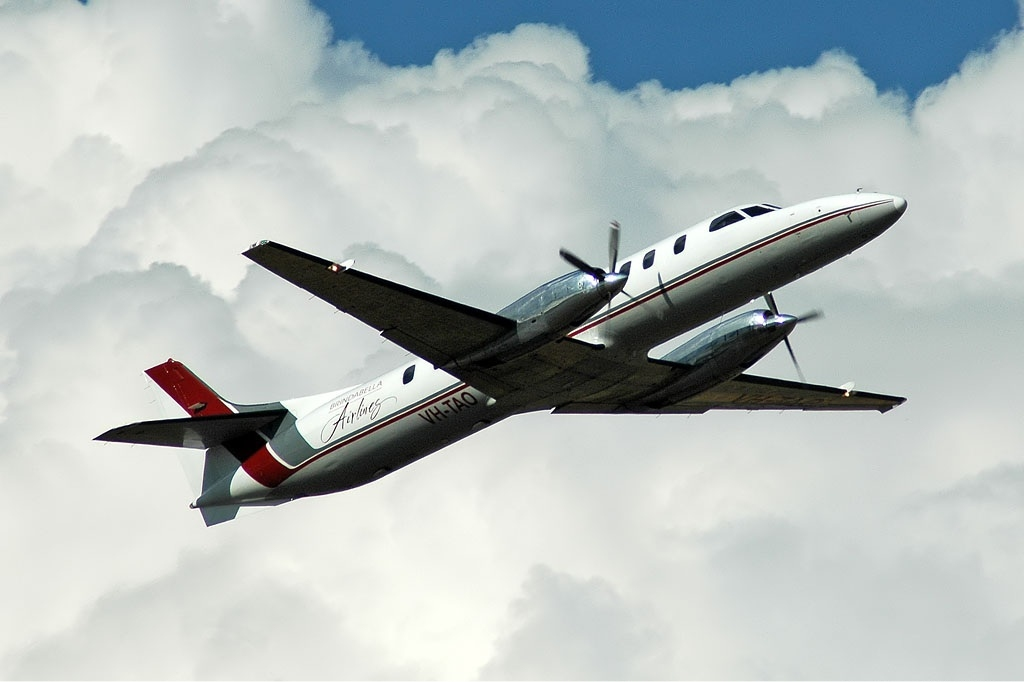
Fairchild SA227-AC Metro III авіакомпанії Brindabella Airlines на зльоту з міжнародного аеропорту Канберри

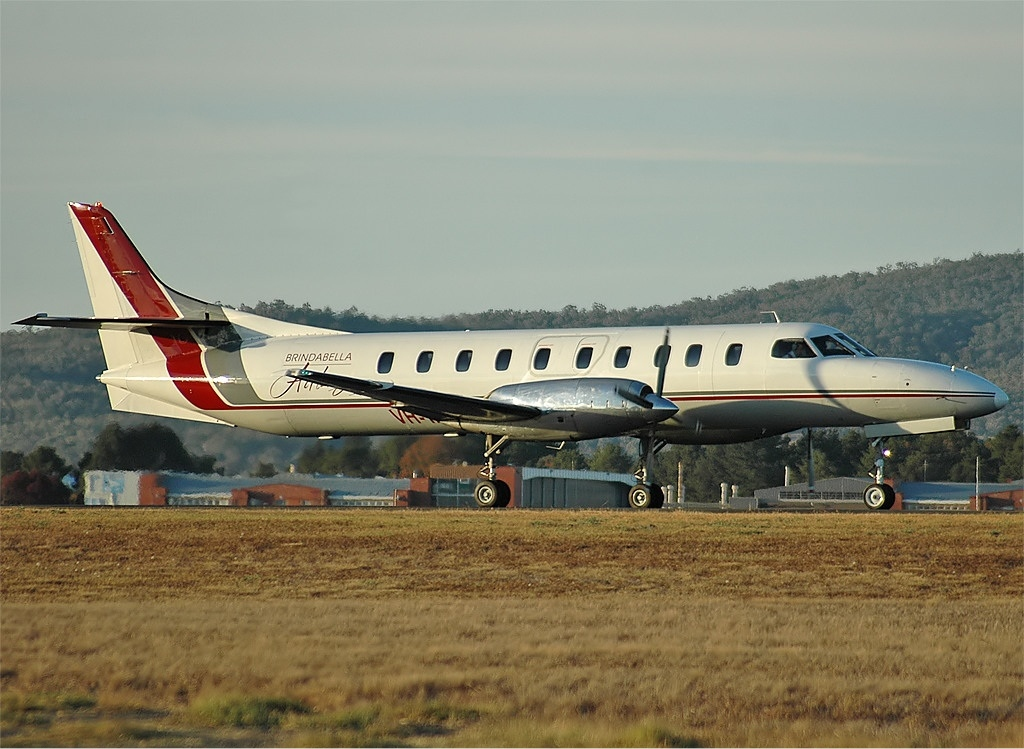
Fairchild SA227-AC Metro III авіакомпанії Brindabella Airlines в міжнародному аеропорту Канберри

У квітні 2012 року маршрутна мережа регулярних перевезень авіакомпанії Brindabella Airlines включала в себе наступні пункти призначення:
- міжнародний аеропорт Канберра (Канберра)
- аеропорт Кобар (Кобар)[5][6]
- аеропорт Ньюкасла (Ньюкасл)
- аеропорт Коффс-Харбор (Коффс-Харбор)
- аеропорт Брсибен (Brisbane)
- аеропорт Сіднея (Сідней)
- аеропорт Тамуорт (Тамуорт)[7]
- аеропорт Кума — Снігові Гори (Кума)

5 вересня 2005 року Brindabella Airlines відкрила новий регулярний рейс з Канбери в аеропорт Латроб-Валлі (Траралгон, Вікторія), що використовувався в основному державними службовцями, що літали із столиці країни в головний офіс Австралійської комісії з цінних паперів та інвестицій в Траралгоні. У травні наступного року авіакомпанія була змушена припинити регулярні перевезення за маршрутом внаслідок недостатнього комерційного завантаження літаків — за повідомленням керівництва перевізника збиток від експлуатації маршруту склав 200 тисяч доларів США.
У серпні 2006 року Brindabella Airlines і Sunshine Express Airlines підписали угоду про відкриття під брендом «Brindabella Airlines» регулярних рейсів у низці аеропортів узбережжя Нового Південного Уельсу, польоти за якими повинні були здійснюватися авіакомпанією-партнером. 1 жовтня того ж року були запущені регулярні перевезення між аеропортами міст Порт-Маккуорі, Коффс-Харбор і Брисбеном.
У квітні 2008 року керівництво Brindabella Airlines оголосило про запровадження прямого авіасполучення між Тамуортом і Брсбеном. Польоти за маршрутом спочатку здійснювалися тільки по робочих днях, потім рейси стали щоденними. У травні місяці 2010 року авіакомпанія повідомила про відкриття з 5 липня ще одного маршруту Брисбен-Морі-Брисбен, рейси по якому до цього часу виконуються по робочих днях.
15 листопада 2012 року Brindabella Airlines повідомила про отримання п'ятирічної ліцензії Транспортного управління Нового Південного Уельсу на право виконання регулярних пасажирських рейсів між Сіднеєм і Морі. Авіакомпанія планує здійснити перший рейс за цим маршрутом 30 березня 2013 року з подальшим його обслуговуванням на літаках BAe Jetstream 41.

## Флот

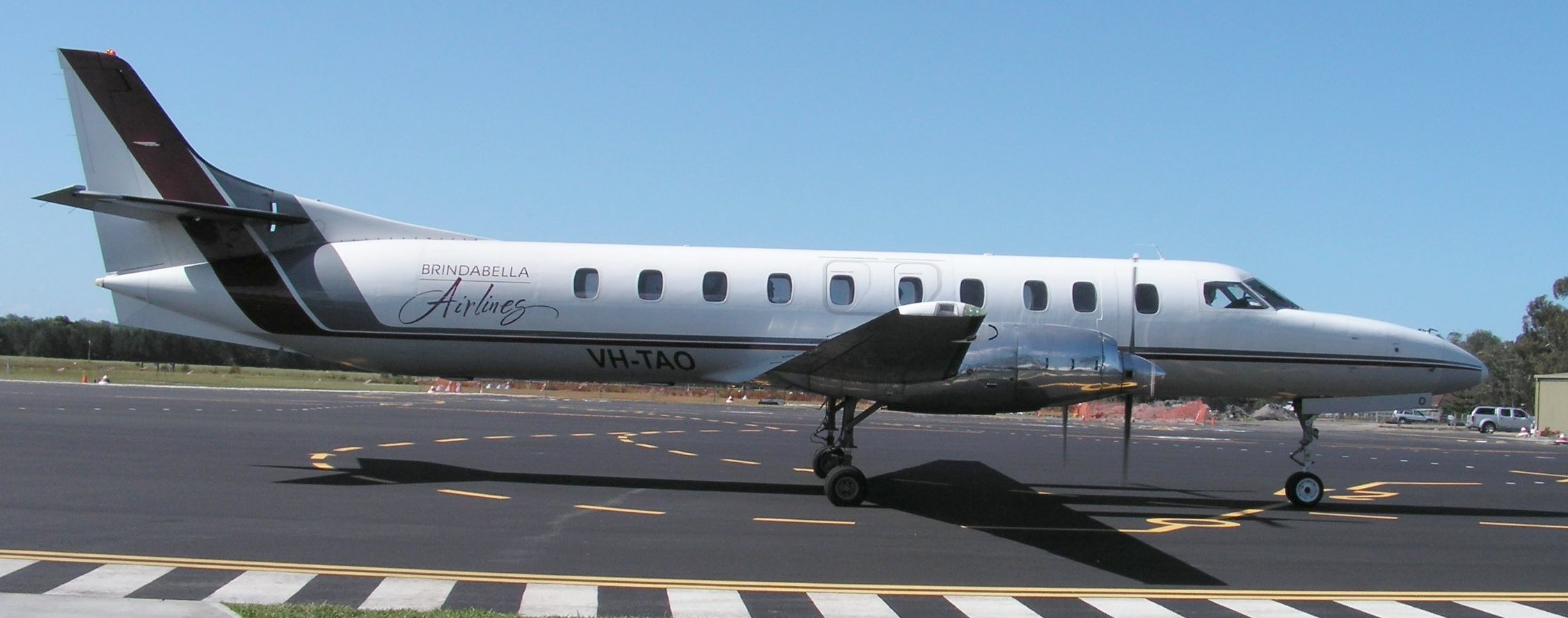
Brindabella Airlines в аеропорту Порт-Маккуарі

В серпня 2011 року повітряний флот авіакомпанії Brindabella Airlines складали вісім літаків:
- 5 Fairchild SA227-AC Metro III
- 2 BAe Jetstream 41
- 1 Piper PA-31 Navajo — використовується для тренувальних польотів